# Unterstiftung (Gemeinde Bad Leonfelden)
Unterstiftung ist eine Ortschaft in der Stadtgemeinde Bad Leonfelden im Mühlviertel in Oberösterreich. Die Ortschaft hat 265 Einwohner (Stand: 1. Jänner 2024).

## Geographie
Die Ortschaft liegt im Leonfeldner Hochland. Sie ist Teil der Katastralgemeinde Stiftung bei Leonfelden und des Zählsprengels Bad Leonfelden-Umgebung. Zur Ortschaft Unterstiftung gehören 71 Adressen (Stand: 1. April 2020). Sie umfasst das gleichnamige Dorf Unterstiftung, einen Teil der zerstreuten Häuser Hagau (der andere Teil gehört zur Ortschaft Oberstiftung), die Rotte Im Graben und die Ortmühle, eine Sägemühle.

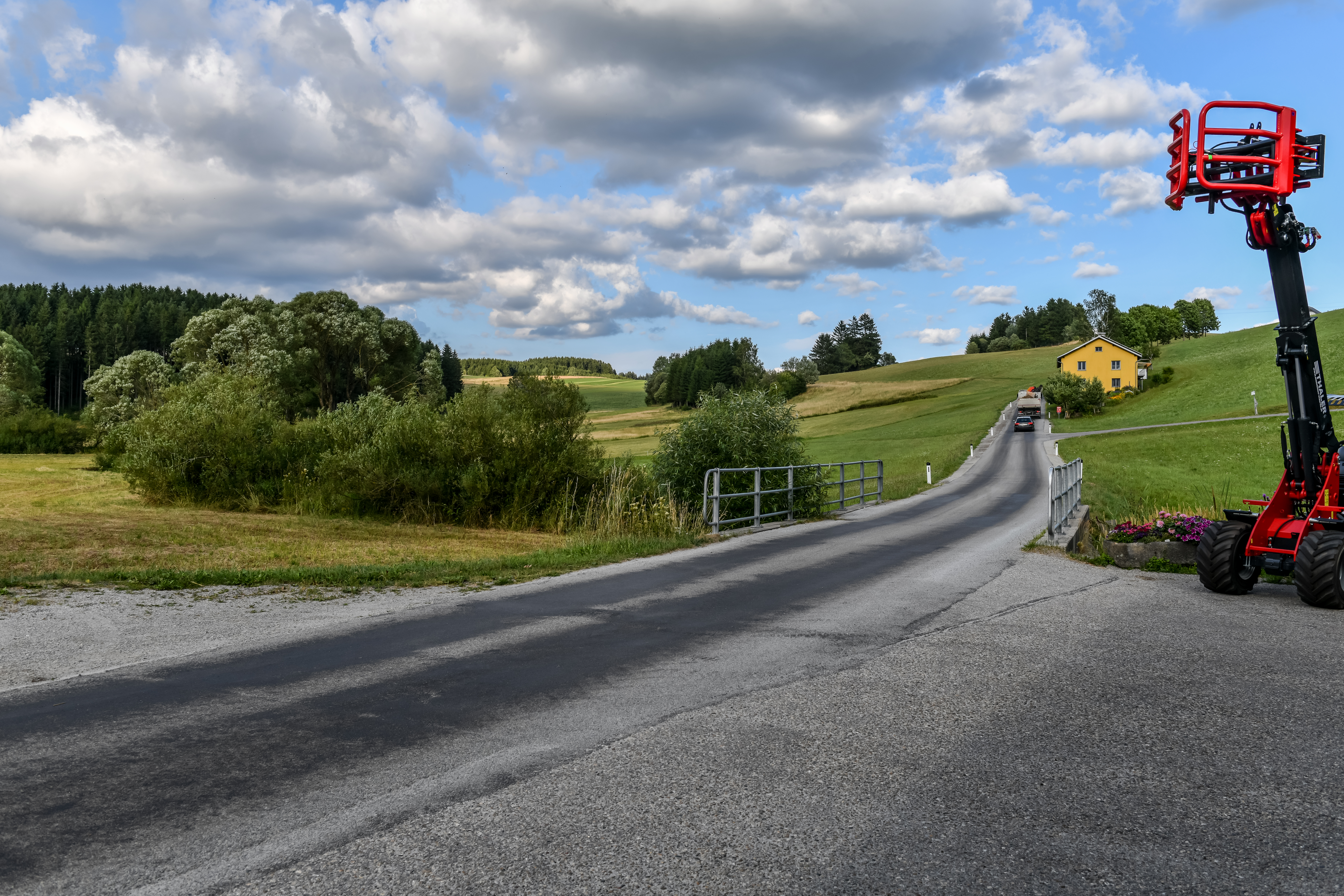
Brücke über die Große Rodl in Unterstiftung

Das Dorf Unterstiftung befindet sich in den Einzugsgebieten der Großen Rodl und des Steinbachs. Bei der Magerwiese Unterstiftung handelt es sich um eine Ökofläche am rechten Ufer der Großen Rodl. Sie geht von einer frischen Bachwiese, in der Schlangen-Knöterich wächst, in eine Hangwiese mit viel Rot-Schwingel über.

## Geschichte
Unterstiftung wurde vermutlich im dritten Viertel des 13. Jahrhunderts gegründet.
Laut Adressbuch von Österreich waren im Jahr 1938 in Unterstiftung ein Gastwirt, ein Maschinenhändler, zwei Mühlen, ein Sägewerk, ein Tischler, ein Viktualienhändler und mehrere Landwirte ansässig.

## Kultur und Sehenswürdigkeiten
Der linke Hausstock des Dreiseithofs Unterstiftung Nr. 1 wurde um 1800 erbaut. Er weist querovale Dachöffnungen auf. Sein Portal ist mit der Jahreszahl 1805 bezeichnet. Der rechte Hausstock des Hofs Unterstiftung Nr. 10 ist in Formen des Barock und von Anfang des 19. Jahrhunderts erhalten. Eines seiner Portale ist mit der Jahreszahl 1845 markiert. In seinem Inneren gibt es barocke Tonnengewölbe, Stichkappengewölbe und Kappengewölbe.

## Infrastruktur

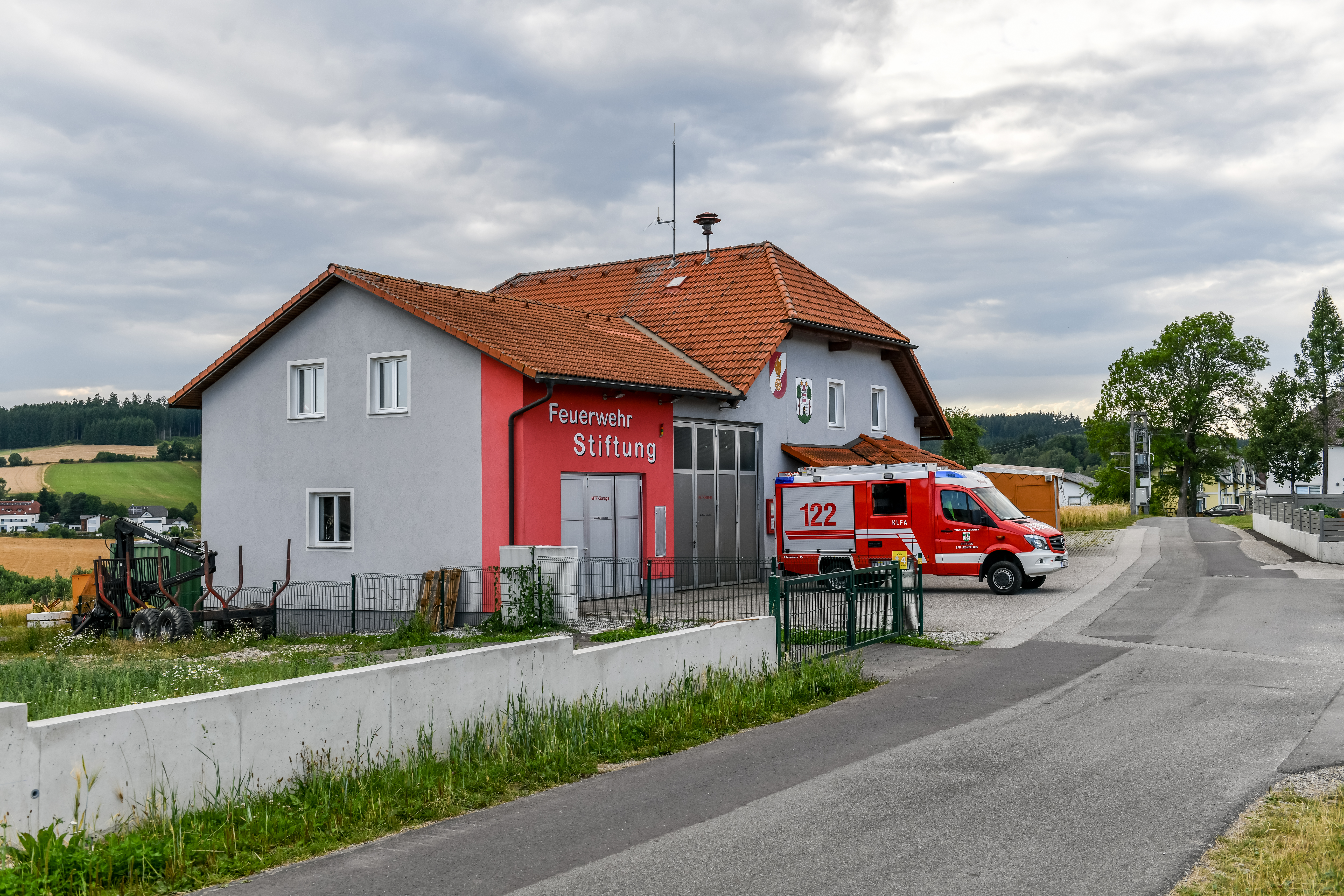
Feuerwehrhaus Stiftung

Die Freiwillige Feuerwehr Stiftung hat ihren Sitz in Unterstiftung. Das Feuerwehrhaus wurde von 2005 bis 2008 umgebaut und erweitert.
Die Leonfeldener Straße (B 126) führt durch die Ortschaft. Es gibt eine Haltestelle Unterstiftung Bundesstraße des Regionalbusverkehrs.